# Alberto Zedda
Alberto Zedda (2. ledna 1928, Milán, Itálie – 6. března 2017, Pesaro) byl italský klasický hudebník a dirigent.

## Biografie

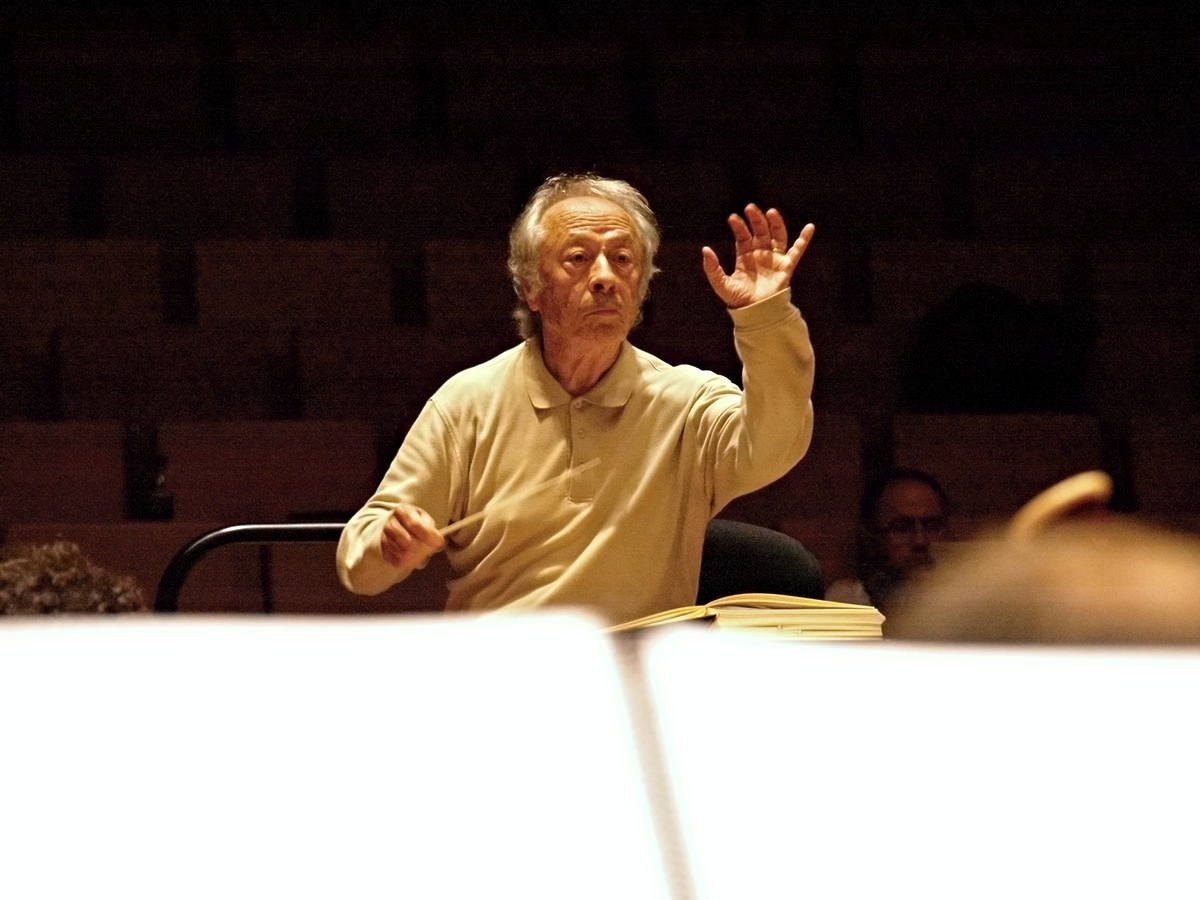
Alberto Zedda při nastudování koncetrního provedení Rossiniho opery Vilém Tell s Pražským komorním sborem. Valladolid, září 2010

V roce 1957 se stal vítězem mezinárodního konkurzu italské rozhlasové stanice RAI na dirigenta rozhlasového orchestru.
Spolupracoval s mnoha hudebními institucemi v Itálii i zahraničí, např. Teatro alla Scala, Accademia Nazionale di Santa Cecilia, Maggio Musicale Fiorentino, Teatro Massimo v Palermu, a s orchestrem stanice RAI.
Byl uměleckým ředitelem Teatro alla Scala v Miláně, Teatro Carlo Felice v Janově a uměleckým předsedou každoročního Rossini Opera Festival v Pesaru.
Pod jeho vedením bylo natočeno několik desek symfonické, komorní i operní hudby.
Přednášel dějiny hudby na Università di Urbino.